# Maurice Berniquet
Adolphe-René-Maurice Berniquet, né à Foix (Ariège) le 9 octobre 1845 et mort à Paris le 6 mai 1907, est un homme politique français. Il a terminé sa carrière comme préfet de La Gironde.

## Biographie
Il commence ses études de Droit à Grenoble et les termine à Paris. C'est sous la protection de la très influente Famille Duvergier de Hauranne, ami de Thiers, et des Rémusat, qu'il débute dans l'administration comme sous-préfet de Muret (Haute-Garonne), en 1871.
En 1873, après l'élection de Mac Mahon, la Gazette du Languedoc, journal monarchiste, publia qu'il avait su prendre ses précautions vis-à-vis du nouveau régime, poussant à sa révocation. Il demanda au journal de publier une lettre rédigée en ces termes :
« [...] Vous êtes mieux renseigné que moi; les bruits qui circulent sur la probabilité de ma révocation ne m'étaient pas encore parvenus [...] Je crois n'avoir rien à renier de mes sentiments politiques, rien à y ajouter non plus; tel j'étais avant le 24 mai, tel, absolument tel, je compte rester maintenant, à moins que le gouvernement, éclairé par vos conseils, ne se décide à me remplacer par un fonctionnaire plus sûr. ».
Il sera régulièrement attaqué tout le long de ses mandatures par le futur député Charles Bernard, antisémite avéré et trublion parlementaire,.
Il épouse Mlle Eugénie Parmentier en 1877.
Il est le père d'André Berniquet, général de division.

## Fonctions
- Préfet du Jura en 1880.
- Préfet du Cher en 1883
- Préfet du Finistère en 1887
- Préfet de la Gironde en 1890

## Distinctions
- Officier de l'Instruction publique (1885)
- Chevalier de l'ordre du Mérite agricole (1894)
- Commandeur de la Légion d'honneur (1896)[8].